# Pata Pata (album)
Pata Pata è il decimo album in studio della cantante sudafricana Miriam Makeba, pubblicato nel 1967.
Fu uno dei suoi lavori di maggior successo; il singolo che dà il titolo all'album, in particolare, divenne una hit di livello internazionale e fu uno dei cavalli di battaglia di Makeba.

## Tracce
1. Pata Pata – 3:04 (Ragovoy, Makeba)
2. Ha Po Zamani – 2:59 (Masuka)
3. What Is Love – 2:44 (Ragovoy)
4. Maria Fulo – 2:41 (Oliveira)
5. Yetentu Tizaleny – 2:53 (Betresidk)
6. Click Song Number 1 – 2:18 (Makeba)
7. Ring Bell, Ring Bell – 2:55 (Weiss, Ragovoy)
8. Jol'inkomo – 3:06 (Kente, Mbulu)
9. West Wind – 2:50 (Semenia, Salter)
10. Saduva – 3:47 (Makeba)
11. A Piece Of Ground – 3:40 (J. Taylor)
12. Malayisha – 2:34 (Ragovoy, Makeba)